# Trigonophasmus huebneri
Trigonophasmus huebneri är en stekelart som beskrevs av Per Abraham Roman 1924. Trigonophasmus huebneri ingår i släktet Trigonophasmus och familjen bracksteklar. Inga underarter finns listade i Catalogue of Life.